# 2009-es magyar úszóbajnokság
A 2009-es magyar úszóbajnokságot – amely a 111. magyar bajnokság volt – júniusban rendezték meg Egerben.

## Eredmények

### Férfiak
| Versenyszám            | Arany                                                            | Arany    | Ezüst                                                                | Ezüst    | Bronz                                                                | Bronz    |
| ---------------------- | ---------------------------------------------------------------- | -------- | -------------------------------------------------------------------- | -------- | -------------------------------------------------------------------- | -------- |
| 50 m gyorsúszás        | Takács Krisztián Dunaferr-DVSI                                   | 22,20    | Kozma Dominik Kőbánya SC                                             | 22,93    | Keresztes Mátyás Bácsvíz-KVSC                                        | 23,54    |
| 100 m gyorsúszás       | Kozma Dominik Kőbánya SC                                         | 49,55    | Povázsai Zoltán Delfin SE                                            | 50,52    | Sincki Ádám Dunaferr-DVSI                                            | 50,93    |
| 200 m gyorsúszás       | Cseh László Kőbánya SC                                           | 1:47,12  | Kis Gergő Rája '94                                                   | 1:47,89  | Povázsai Zoltán Delfin SE                                            | 1:48,25  |
| 400 m gyorsúszás       | Kis Gergő Rája '94                                               | 3:46,38  | Gercsák Balázs A Jövő SC                                             | 3:31,95  | Povázsai Zoltán Delfin SE                                            | 3:56,32  |
| 800 m gyorsúszás       | Kis Gergő Rája '94                                               | 8:08,99  | Gercsák Balázs A Jövő SC                                             | 8:14,40  | Rákos Patrik Balaton UK Veszprém                                     | 8:15,65  |
| 1500 m gyorsúszás      | Kis Gergő Rája '94                                               | 15:54,33 | Papp Márk A Jövő SC                                                  | 15:56,84 | Gercsák Csaba A Jövő SC                                              | 15:58,32 |
| 50 m hátúszás          | Cseh László Kőbánya SC                                           | 25,41    | Szilágyi Ádám Százhalombattai VSE                                    | 26,12    | Balog Gábor Bácsvíz-KVSC                                             | 26,98    |
| 100 m hátúszás         | Cseh László Kőbánya SC                                           | 53,88    | Szilágyi Ádám Százhalombattai VSE                                    | 55,49    | Balog Gábor Bácsvíz-KVSC                                             | 56,33    |
| 200 m hátúszás         | Bernek Péter Kőbánya SC                                          | 1:58,66  | Cseh László Kőbánya SC                                               | 1:59,61  | Verrasztó Dávid A Jövő SC                                            | 2:01,05  |
| 50 m mellúszás         | Szele Dávid FTC                                                  | 27,87    | Bodor Richárd Pécsi VSE                                              | 28,01    | Financsek Gábor Kaposvári SI                                         | 28,60    |
| 100 m mellúszás        | Bodor Richárd Pécsi VSE                                          | 1:01,53  | Gyurta Dániel A Jövő SC                                              | 1:01,58  | Molnár Ákos A Jövő SC                                                | 1:01,72  |
| 200 m mellúszás        | Gyurta Dániel A Jövő SC                                          | 2:11,18  | Molnár Ákos A Jövő SC                                                | 2:11,29  | Tejes Péter Bácsvíz-KVSC                                             | 2:19,95  |
| 50 m pillangóúszás     | Cseh László Kőbánya SC                                           | 23,57    | Takács Krisztián Dunaferr-DVSI                                       | 24,26    | Hős Péter A Jövő SC                                                  | 24,32    |
| 100 m pillangóúszás    | Cseh László Kőbánya SC                                           | 52,49    | Hős Péter A Jövő SC                                                  | 53,18    | Zubcsek Dénes A Jövő SC                                              | 54,02    |
| 200 m pillangóúszás    | Kis Gergő Rája '94                                               | 1:56,81  | Cseh László Kőbánya SC                                               | 1:56,93  | Zubcsek Dénes A Jövő SC                                              | 1:58,02  |
| 200 m vegyes úszás     | Kis Gergő Rája '94                                               | 1:58,63  | Verrasztó Dávid A Jövő SC                                            | 1:59,89  | Nagy Péter Delfin SE                                                 | 2:04,84  |
| 400 m vegyes úszás     | Cseh László Kőbánya SC                                           | 4:17,25  | Kis Gergő Rája '94                                                   | 4:18,37  | Pulai Bence Kőbánya SC                                               | 4:25,45  |
| 4 × 100 m gyorsváltó   | Kőbánya SC Kozma Dominik Kovács Norbert Bernek Péter Cseh László | 3:25,54  | Dunaferr-DVSI Takács Krisztián Szabó Attila Füzesy Dávid Sincki Ádám | 3:26,79  | Delfin SE Povázsai Zoltán Kiss Boldizsár Rácz Ákos Nagy Péter        | 3:27,29  |
| 4 × 200 m gyorsváltó   | Kőbánya SC Kovács Norbert Kozma Dominik Bernek Péter Cseh László | 7:26,29  | A Jövő SC Gercsák Balázs Zámbó Balázs Bozsa Bence Verrasztó Dávid    | 7:29,05  | Dunaferr-DVSI Füzesy Dávid Szabó Attila Sincki Ádám Takács Krisztián | 7:46,07  |
| 4 × 100 m vegyes váltó | Kőbánya SC Bernek Péter Kozma Dominik Pulai Bence Cseh László    | 3:42,03  | A Jövő SC Verrasztó Dávid Gyurta Dániel Hős Péter Zubcsek Dénes      | 3:42,47  | FTC Király Attila Szele Dávid Bordás Péter Perlaky László            | 3:47,58  |

### Nők
| Versenyszám            | Arany                                                            | Arany    | Ezüst                                                               | Ezüst    | Bronz                                                                   | Bronz    |
| ---------------------- | ---------------------------------------------------------------- | -------- | ------------------------------------------------------------------- | -------- | ----------------------------------------------------------------------- | -------- |
| 50 m gyorsúszás        | Verrasztó Evelyn A Jövő SC                                       | 25,28    | Dara Eszter Kőbánya SC                                              | 25,31    | Szél Friderika Szegedi UE                                               | 26,48    |
| 100 m gyorsúszás       | Verrasztó Evelyn A Jövő SC                                       | 54,51    | Mutina Ágnes A Jövő SC                                              | 55,78    | Dara Eszter Kőbánya SC                                                  | 55,84    |
| 200 m gyorsúszás       | Mutina Ágnes A Jövő SC                                           | 1:58,48  | Dara Eszter Kőbánya SC                                              | 1:59,73  | Jakabos Zsuzsanna ANK Úszóklub Pécs                                     | 2:03,09  |
| 400 m gyorsúszás       | Mutina Ágnes A Jövő SC                                           | 4:12,89  | Kádas Vivien Kőbánya SC                                             | 4:15,00  | Farkas Marianna Veszprémi Egyetem UK                                    | 4:15,30  |
| 800 m gyorsúszás       | Hosszú Katinka Bajai Spartacus VSC                               | 8:40,32  | Kádas Vivien Kőbánya SC                                             | 8:42,91  | Hajnal Erika Delfin SE                                                  | 8:53,14  |
| 1500 m gyorsúszás      | Hajnal Erika Delfin SE                                           | 17:02,20 | Olasz Anna Szegedi UE                                               | 17:04,14 | Kiss Dóra A Jövő SC                                                     | 17:09,34 |
| 50 m hátúszás          | Verrasztó Evelyn A Jövő SC                                       | 29,52    | Povázsai Eszter Bp. Honvéd                                          | 29,57    | Dara Eszter Kőbánya SC                                                  | 29,92    |
| 100 m hátúszás         | Verrasztó Evelyn A Jövő SC                                       | 1:02,23  | Povázsai Eszter Bp. Honvéd                                          | 1:02,66  | Szekeres Dorina Zalavíz UK                                              | 1:04,10  |
| 200 m hátúszás         | Verrasztó Evelyn A Jövő SC                                       | 2:13,04  | Jakabos Zsuzsanna ANK Úszóklub Pécs                                 | 2:14,19  | Szekeres Dorina Zalavíz UK                                              | 2:15,25  |
| 50 m mellúszás         | Verrasztó Evelyn A Jövő SC                                       | 32,66    | Pecz Réka A Jövő SC                                                 | 32,98    | Bíró Dorottya Szombathelyi VSC                                          | 33,91    |
| 100 m mellúszás        | Pecz Réka A Jövő SC                                              | 1:10,98  | Jakabos Zsuzsanna ANK Úszóklub Pécs                                 | 1:12,59  | Czifra Cecilia Széchy SE                                                | 1:13,77  |
| 200 m mellúszás        | Kovács Emese A Jövő SC                                           | 2:34,77  | Sztankovics Anna A Jövő SC                                          | 2:35,33  | Bucz Eszter BVSC                                                        | 2:36,51  |
| 50 m pillangóúszás     | Dara Eszter Kőbánya SC                                           | 26,87    | Bordás Beatrix Dunaferr-DVSI                                        | 27,19    | Jakabos Zsuzsanna ANK Úszóklub Pécs                                     | 27,73    |
| 100 m pillangóúszás    | Dara Eszter Kőbánya SC                                           | 58,87    | Hosszú Katinka Bajai Spartacus                                      | 1:00,12  | Tompa Orsolya A Jövő SC                                                 | 1:000,29 |
| 200 m pillangóúszás    | Hosszú Katinka Bajai Spartacus                                   | 2:07,48  | Mutina Ágnes A Jövő SC                                              | 2:11,59  | Ambrus Diána Szegedi UE                                                 | 2:13,01  |
| 200 m vegyes úszás     | Verrasztó Evelyn A Jövő SC                                       | 2:09,87  | Hosszú Katinka Bajai Spartacus                                      | 2:10,36  | Bucz Eszter BVSC                                                        | 2:20,59  |
| 400 m vegyes úszás     | Hosszú Katinka Bajai Spartacus                                   | 4:38,01  | Jakabos Zsuzsanna ANK Úszóklub Pécs                                 | 4:42,22  | Hajnal Erika Delfin SE                                                  | 4:56,34  |
| 4 × 100 m gyorsváltó   | A Jövő SC Tompa Orsolya Bucz Ágnes Mutina Ágnes Verrasztó Evelyn | 3:45,93  | Kőbánya SC Dara Eszter Kádas Vivien Zombai Annamária Orosz Viktória | 3:52,30  | BVSC Kovács Anett Kapás Boglárka Mór Baranyai Erika Böszörményi Borbála | 3:53,97  |
| 4 × 200 m gyorsváltó   | A Jövő SC Tompa Orsolya Bucz Ágnes Verrasztó Evelyn Mutina Ágnes | 8:10,15  | Kőbánya SC Dara Eszter Orosz Viktória Zombai Annamária Kádas Vivien | 8:22,63  | Szegedi UE Olasz Anna Stefán Gréta Lábody Alexandra Szél Friderika      | 8:28,01  |
| 4 × 100 m vegyes váltó | A Jövő SC Verrasztó Evelyn Pecz Réka Tompa Orsolya Mutina Ágnes  | 4:10,07  | Kőbánya SC Dara Eszter Kovács Réka Orosz Viktória Kádas Vivien      | 4:17,16  | BVSC Kapás Boglárka Böszörményi Borbála Lennert Dorottya Kovács Anett   | 4:19,76  |